# Nathalie Bondil
Nathalie Bondil est une muséologue et historienne de l'art française et canadienne, née le 19 février 1967 à Barcelone. Elle est directrice du Musée des beaux-arts de Montréal de 2007 à 2020 et directrice du musée de l'Institut du monde arabe à partir de 2021.

## Biographie
Née en 1967, Nathalie Bondil est diplômée en histoire de l’art de l’École du Louvre. Elle réussit en 1994 le concours de l'école nationale du patrimoine de Paris, où elle obtient en 1996 un diplôme spécialité « musées ». En août 1996, elle est nommée conservateur du patrimoine avec une spécialité « monuments historiques ». De 1996 à 1998, elle est conservatrice des sculptures au musée des Monuments français[réf. nécessaire] aujourd'hui Cité de l'architecture et du patrimoine à Paris.
Elle suit à Montréal son ancien professeur à l'École du Louvre Guy Cogeval lorsqu'il est nommé à la tête du Musée des beaux-arts de Montréal. En 1999, elle occupe le poste de conservatrice de l'art européen et coordonnatrice des expositions. En décembre 2000, elle devient conservatrice en chef de l'institution. Elle dirige alors simultanément les services de la conservation, de la restauration, de la bibliothèque, des archives, des éditions scientifiques et des expositions[réf. nécessaire]. Questionnée sur son manque de formation en histoire de l'art du Canada, elle déclare être « consciente du rattrapage qu'elle devra faire » sur ce sujet. En septembre 2007, elle est nommée à la direction du Musée des beaux-arts de Montréal, première femme dans cette fonction. Elle en demeure la conservatrice en chef.
Depuis 2007, Nathalie Bondil promeut l'engagement citoyen, social, inter culturel, inclusif, éducatif et thérapeutique des musées sur de nombreuses scènes et articles internationaux. Elle publie en 2016 un « Manifeste pour un musée humaniste » et y soutient le nouveau concept de « muséothérapie ».

### Musée des beaux-arts de Montréal
Nathalie Bondil intègre le Musée des beaux-arts de Montréal (MBAM) en 1999. Elle est directrice générale et conservatrice en chef du musée de 2007 à 2020. Elle est alors la première femme à diriger cette institution. Elle est vice-présidente Conseil des Arts du Canada entre 2013 et 2021.
Conservatrice en chef depuis 2000, Nathalie Bondil est nommée à la direction en janvier 2007. Elle adopte une politique de conception et d’exportation d’expositions à l’international. Le musée accroît ses collections grâce à une politique d'acquisition, les collectionneurs et des donations majeures dans tous les domaines du champ encyclopédique du musée.
Sous sa direction, le musée renforce la programmation en art canadien avec la chaire en art québécois et contemporain en 2016 et les postes de conservateurs pour l'art inuit (confié à Lisa Qiluqqi Koperqualuk) et en action inter culturelle pour la diversité en 2020; par des commandes avec le « Sentier pour la Paix » en 2016 et le programme « Nouveau Chapitre » du Conseil des Arts du Canada en 2017;  avec des résidences d'artistes annuelles avec la Fonderie Darling depuis 2011 et « Empreintes » avec le Conseil des Arts de Montréal depuis 2013; avec des expositions chaque année. En 2018, le musée annonce une entente avec l'institut culturel Avataq pour la promotion de l'art et de la culture inuits et un réaménagement de sa collection d'art inuit.
Elle introduit le cinéma avec une nouvelle salle en 2018, la musique avec une salle de concert Bourgie en 2011 soutenue par une programmation pluridisciplinaire d'expositions avec la musique et le cinéma notamment Warhol Live - La musique et la danse dans l'œuvre d'Andy Warhol (2008), Imagine, la ballade de la Paix de John & Yoko (2009), We want Miles (2010), Splendore a Venezia. Art et Musique de la Renaissance au Baroque dans la Sérénissime (2013), Chagall : Couleur et musique (2017), Il était une fois... le western : Une mythologie entre art et cinéma (2017), et La musique et l'art de Jean-Michel Basquiat en 2017 . Elle initie notamment les rétrospectives Yves Saint Laurent (2008), La planète mode de Jean Paul Gaultier (2011) qui voyage dans 12 villes dans le monde et Thierry Mugler Couturissime (2019). Entre 2007 et 2020, le musée devient le plus fréquenté au Canada avec plus d'un million de visiteurs annuels et compte plus de 120 000 membres.
Elle dirige plusieurs expansions avec le pavillon d’art québécois et canadien Claire et Marc Bourgie en 2011, le pavillon pour la Paix en art international et éducation Michal et Renata Hornstein en 2016, l’aile des Arts du Tout-Monde Stephan Crétier et Stéphany Maillery en 2019 et l'aile Jean Paul Riopelle obtenue grâce au soutien de la Fondation Riopelle, à la collection de Michael Audain et à une subvention du gouvernement du Québec. Cette expansion est annoncée en 2020 par N Bondil dans le catalogue de Riopelle à la rencontre des territoires nordiques et des cultures autochtones puis écartée après son départ.
Sous sa direction, la « direction éducative et du mieux-être », le « comité art et santé » et « le comité du vivre-ensemble » sont créés avec des espaces agrandis et des nouveaux programmes, parmi les plus médiatisés, comme la plateforme éducative pour les enseignants du Québec ÉducArt, l'embauche d'un art-thérapeute, les prescriptions médicales muséales, ou les visites nudistes de Focus Perfection: Robert Mapplethorpe.
Le 13 juillet 2020, le conseil d'administration du Musée des beaux-arts de Montréal, dirigé par Michel de la Chenelière, met fin à son contrat. Nathalie Bondil quitte donc l'institution après plus de 21 ans, dans un tumulte médiatique,. Il lui est reproché par le président du conseil d'administration « un climat toxique » au sein du musée. Selon d'autres sources, le conflit aurait plutôt éclaté à la suite de soupçons de népotisme lors de la nomination controversée, le 6 juillet, d'une directrice de la conservation, Mary-Dailey Desmarais. Cette dernière, membre d'une grande famille de mécènes proche du Musée des beaux-arts de Montréal, n'était arrivée qu'en quatrième position lors du processus de recrutement.
Le 14 janvier 2022, le Musée des beaux-arts de Montréal annonce avoir signé une entente à l'amiable avec son ex-directrice générale et conservatrice en chef. Le MBAM remercie « Madame Bondil pour les réalisations artistiques importantes qu’elle a accomplies avec les équipes remarquables qu’elle dirigeait pendant les nombreuses années qu’elle a consacrées au Musée (...) le CA du Musée ne remettait pas en cause, par ailleurs, son professionnalisme et son engagement profond et sincère envers le Musée. Le CA du Musée note que pendant la période en question, qui coïncidait avec la gestion de crise liée à la pandémie, Madame Bondil a travaillé sans relâche pour protéger l’institution et sécuriser les emplois. »

### Institut du monde arabe à Paris
Le 23 avril 2021, Nathalie Bondil est nommée directrice du département du musée et des expositions de l'Institut du monde arabe, à Paris,,. Le poste est nouveau dans sa définition : la direction du musée et celle des expositions étaient, avant son arrivée, sous deux directions différentes. Jack Lang, président de l'Institut du monde arabe précise sa mission de la façon suivante: « Elle sera chargée de la conception et de la mise en œuvre du nouveau musée de l’IMA, du développement de ses collections et du rayonnement de ses expositions ainsi que de leur itinérance à travers le monde avec les musées, fondations, partenaires et institutions culturelles des pays arabes qui soutiennent l’IMA depuis sa création ». Ce Nouveau Musée de l'IMA dont elle est responsable est né de la donation majeure de Claude et France Lemand de 2018 à 2021 à l'Institut du Monde arabe.
Nathalie Bondil enseigne la « muséothérapie » à l'École du Louvre et à l'Institut national du patrimoine.  Elle est membre élue du conseil d'administration d'ICOM-France, du comité scientifique et culturel du projet présidentiel du « musée-mémorial » du terrorisme, du comité international de la Fondation Jean Paul Riopelle, du comité-conseil de la Chaire de recherche sur la gouvernance des musées et le droit de la culture de l'Université du Québec à Montréal, présidente du conseil artistique, scientifique et culturel de la Cité de la céramique - Sèvres et Limoges. Nommée « Sage » de l'Université de Montréal, elle initie en 2022 l’école d’été « Arts et santé: la place de la muséothérapie » qui offre une formation sur les bienfaits des arts visuels en matière de santé. Elle a publié de multiples articles, livres ou catalogues.

## Commissariat (sélection)
Cette section ne s'appuie pas, ou pas assez, sur des sources secondaires ou tertiaires indépendantes du sujet. Le texte peut contenir des analyses inexactes ou inédites de sources primaires.
Pour l'améliorer, ajoutez-en, ou placez des modèles {{Source secondaire souhaitée}} ou {{Source secondaire nécessaire}} sur les passages mal sourcés. (février 2022)
- Modernités arabes : Collection du musée de l'Institut du monde arabe (2023-2024). Fondation Nationale des Musées et Institut du monde arabe, Rabat et Tanger.
- Fernande Olivier et Pablo Picasso. Dans l'intimité du Bateau-Lavoir (2022). Organisé par le Musée de Montmartre avec le soutien du musée Picasso-Paris, Paris[59].
- Lumières du Liban (2021). Organisé par l'Institut du monde arabe à Paris[60].
- Les Origines du Monde : L'invention de la Nature (2021)[61]. Au MBAM (annulé) et au Musée d'Orsay, Paris.
- Les Arts du Tout-Monde (2019). Nouvelle aile interculturelle dédiée aux cultures du monde au MBAM[62],[63].
- D'Afrique aux Amériques. Picasso en face-à-face d'hier à aujourd'hui (2018). Organisé par le Musée du quai Branly - Jacques-Chirac en collaboration avec le Musée national Picasso à Paris et adaptée par le MBAM[64].
- Conflit par Adel Abdessemed (2017). Organisé le MBAM.
- La Balade pour la Paix: un musée à ciel ouvert (2017) 1 km d’art public avec 30 sculptures et 42 ensembles photographiques organisé par le MBAM avec la Société des célébrations du 375e anniversaire de Montréal[65].
- Chagall : Couleur et musique (2017) Organisé par le MBAM en collaboration avec le Los Angeles County Museum sur un projet initié par la Cité de la musique de Paris et la Piscine à Roubaix[66]
- Toulouse-Lautrec affiche la Belle Époque (2016). Organisé par le MBAM et The Phillips Collection de Washington.
- Métamorphoses. Dans le secret de l'atelier de Rodin (2015). Organisé par le MBAM et le Musée Rodin à Paris[67].
- Merveilles et mirages de l'orientalisme. De l'Espagne au Maroc, Benjamin-Constant en son temps (2015). Organisé par le MBAM et le Musée des Augustins de Toulouse[68].
- Il était une fois l'impressionnisme: chefs-d'œuvre de la peinture française du Clark (2012)[69],[70] Organisé par le MBAM et le Sterling and Francine Clark Art Institute.
- Lyonel Feininger: de Manhattan au Bauhaus (2012).
- Rouge Cabaret, Le monde effroyable et beau d'Otto Dix (2010 – 2011). Organisé par la Neue Galerie de New York et le MBAM.
- J. W. Waterhouse:  Le jardin des sortilèges (2009-2010). Organisé par le Musée de Groningue (Pays-Bas), la Royal Academy of Arts de Londres et le MBAM.
- ¡Cuba! Art et histoire de 1868 à nos jours (2008 – 2009). Organisé par le MBAM, en itinérance au  Musée de Groningue (Pays-Bas)[71].
- Van Dongen. Un fauve en ville (2008-2009)[72]. Organisé par le MBAM, le Nouveau musée national de Monaco en itinérance au Musée Picasso de Barcelone.
- Pour l’Art ! Œuvres de nos grands collectionneurs (2007-2008). Organisé par le MBAM
- Maurice Denis: le paradis terrestre (2006-2007). Organisé par le Musée d’Orsay, le MBAM et le Musée d'Art moderne et contemporain de Trente et Rovereto (Italie) et Maurice Denis intime : photographies (2006-2007) Musée d'Orsay, Paris[73]
- Catherine la Grande: un art pour l’Empire (2005-2006). Organisé par le MBAM et le Musée des beaux-arts de l'Ontario (Toronto) en collaboration avec l'Ermitage, Saint-Petersbourg[74].
- L’invitation au voyage: l’avant-garde française de Gauguin à Matisse de la collection du musée de l’Ermitage (2002-2003). Organisé par le MBAM et le Musée des beaux-arts de l'Ontario (Toronto).
- Picasso érotique (2001). Organisé par le Musée du jeu de paume, le MBAM et le Musée Picasso de Barcelone[75].
- Hitchcock et l’art: coïncidences fatales (2000-2001)[76]. Organisé par le MBAM en itinérance au Musée national d'Art moderne de Paris.

## Distinctions
- Chevalier de l'ordre des Arts et des Lettres[77], 2008

- Personnalité de la semaine par La Presse et Radio-Canada pour son apport considérable au rayonnement de Montréal[1], 2009

- Prix Femmes de mérite 2010, dans la catégorie Arts et culture, décerné par la Fondation du Y [78], 2010

- Chevalière de l'Ordre national du Québec, 2011[79]
- Mérite de la Faculté des arts et des sciences de l’Université de Montréal, 2011[80]

- Médaille du jubilé de diamant[81], 2012

- Doctorat ès lettres honoris causa[82], Université McGill, 2013
- Prix Samuel de Champlain[83] de l'Institut France-Canada pour sa contribution exceptionnelle au domaine de la muséologie, 2013

- Médaille Jacques-Cartier[84], centre Jacques-Cartier, 2014

- Membre de l'Ordre du Canada, 2015[85]
- Doctorat honoris causa, Université de Montréal, 2015[86]
- Prix Camille-Laurin de l'Office québécois de la langue française[87], 2015

- Officier de l'ordre des Arts et des Lettres, 2016[88]
- Médaille de l'Assemblée nationale du Québec[89], 2016
- Personnalité de l'année en culture 2016, La Presse[90]

- Prix Femmes d’affaires du Québec Cadre, dirigeante ou professionnelle, organisme à but non lucratif  - Prix Fasken Martineau  Réseau des Femmes d’affaires du Québec, 2017
- Prix de la diversité Paul Gérin-Lajoie, 2017[91]

- Prix Peter Herrndorf, récompensant le leadership dans les arts, de l’organisation Affaires / Arts, 2018
- Chevalière de l'Ordre de Montréal[92], 2018

- Prix Amie pour la paix 2019, Artistes pour la Paix, 2019[93]
- Chevalière de la Légion d'honneur[94], 2019
- Prix hommage 20 ans de Montréal Centre-Ville, Destination Centre-Ville, 2019

- Doctorat honoris causa de Université du Québec à Trois-Rivières, 2020[95] (2023)[96]
- Prix ICOM Canada pour le rayonnement international, 2020
- Prix ICOM Canada pour le projet E-Health en art thérapie, 2020

- Cent Femmes de Culture, 2021

- Blooloop 50. Museum Influencer List 2022[97].
- Commandeur de l'ordre des Arts et des Lettres (2024)[98]